# Jay Wilsey
Jay Wilsey (6 de fevereiro de 1896 - 25 de outubro de 1961) foi um ator de cinema estadunidense que iniciou sua carreira na era do cinema mudo, alcançou a era sonora, e atuou em 99 filmes entre 1924 e 1944. Entre os anos 1920 e 1930, atuou em uma série de Westerns creditado sob o nome Buffalo Bill Jr.. Foi também dublê, em pelo menos 32 filmes entre 1932 e 1944, e diretor de dois filmes.

## Biografia
Wilsey nasceu no Missouri, filho de Albert Ross Wilsey e Cora Roselind Jones, e muito cedo aprendeu a montar cavalos. Em 1924 foi para Hollywood, e por ser bom cavaleiro assinou contrato para participar de westerns na Action Pictures. Nessa companhia, passou a ser creditado como Buffalo Bill Jr., mesmo sem ter qualquer parentesco com Buffalo Bill. Seu primeiro filme foi Rarin' to Go, em 1924, pela Action Pictures, já sob o nome de Buffalo Bill, Jr., que passou a usar regularmente, fazendo mais de 30 filmes sob tal pseudônimo.
Atuou também pela Universal Pictures, em seriados como A Final Reckoning (1928) e The Pirate of Panama (1929). Com o início da era sonora, teve dificuldades de adaptação, e atuou em vários westerns B. Foi também dublê, em pelo menos 32 filmes entre 1932 e 1944, quase sempre não-creditado, como nos seriados The Roaring West, em 1935, pela Universal Pictures, e The Miracle Rider, em 1935, pela Mascot Pictures. Atuou ao lado de cowboys famosos, como Buck Jones, Tom Mix, Ken Maynard, Charles Starrett, John Wayne, entre outros. Seu último filme foi justamente ao lado de Wayne, Big Jim McLain (no Brasil, Uma Aventura Perigosa), em 1952, num pequeno papel não-creditado.

## Vida pessoal e morte
Foi casado três vezes; com Frances Marie Conlee (em 3 de julho de 1915, em Clark County), de quem se divorciou e com quem teve um filho; com Laura (? - ?); e seu último casamento foi com a atriz Genee Boutell, de 1933 até sua morte, em 1961.
Após Wilsey se retirar do cinema, ele e sua esposa Genee Boutell, passaram muito tempo a bordo de seu barco de 42 metros de comprimento, Ruana. Wilsey o construiu, e navegaram pelo Oceano Pacífico para lugares como México, Havaí e Taiti.
Morreu em 25 de outubro de 1961, aos 65 anos, no Los Angeles County General Hospital, em Los Angeles, de câncer de pulmão. Segundo Find a Grave Wilsey foi cremado, e as cinzas foram entregues para a família, Segundo outra informação do Find a Grave, está sepultado em Mountain View Cemetery and Mausoleum.

## Filmografia parcial

### Ator
- Rarin' to Go (1924)
- Fast and Fearless (1924)
- Full Speed (1925)
- Deuce High (1926)
- A Final Reckoning (1928)
- The Pirate of Panama (1929)
- Way Out West (1930)
- A Holy Terror (1931)
- The Mystery Trooper (1931)
- The Lawless Frontier (1934)[9]
- 'Neath the Arizona Skies (1934)
- Texas Terror (1935)
- The Miracle Rider (1935)
- The Roaring West (1935)
- Rainbow Valley (1935)
- The Phantom Rider (1936)
- Red River Valley (1936)[10]
- Wild West Days (1937)
- Rough Riders' Round-up (1939)[11]
- The Dancing Masters (1943)
- Big Jim McLain (1952)

### Dublê
- The Roaring West (1935)
- The Miracle Rider (1935)
- Wild West Days (1937)

### Diretor
- Trails of Adventure (1933)
- Riding Speed (1934)